# Мельник Омелян Федотович
Омеля́н Федо́тович Ме́́льник (21.08.1896, м. Липовець Київської губернії, нині Вінницької області — 22.07.1977, м. Сан-Франциско, США) — громадський діяч.

## Життєпис
Наприкінці 19 століття разом із родиною виїхав на Далекий Схід до Зеленого Клину. Від 1916 — на військовій службі у м. Харбін (нині Китай). 19 березня 1917 обраний до Української ради Харбіну, 18 лютого 1918 — Маньчжурської української окружної ради.
Закінчив Харбінський політехнічний інститут, де спеціалізувався з орієнтальних студій (добре володів китайською мовою, досконало знав економіку, мову, історію, літературу Китаю). Працював у Морській митній службі Китаю.
Від 1933 — заступник голови, 1934-36 — голова, від 1936 — почесний член Української громади Шанхаю. Сприяв перетворенню її на виразно національну українську організацію на засадах боротьби за незалежну Україну, подарував книгозбірні Української національної колонії Шанхаю значну кількість книжок.
Член управи (1945) і секретар (1947) Української національної колонії у м. Тяньцзін (Китай).
1948 емігрував до США. Мешкав у Сан-Франциско, працював у дитячому шпиталі. Член-фундатор і жертводавець парафії святого архангела Михаїла УАПЦ.